# روزدیلنا
شهر روزدیلنا (به روسی: Роздільна) در استان اودسا در کشور اوکراین واقع شده‌است. جمعیت این شهر ۱۷,۵۹۳ نفر (۲۰۲۱ تخمینی) است.